# Galerie nächst St. Stephan

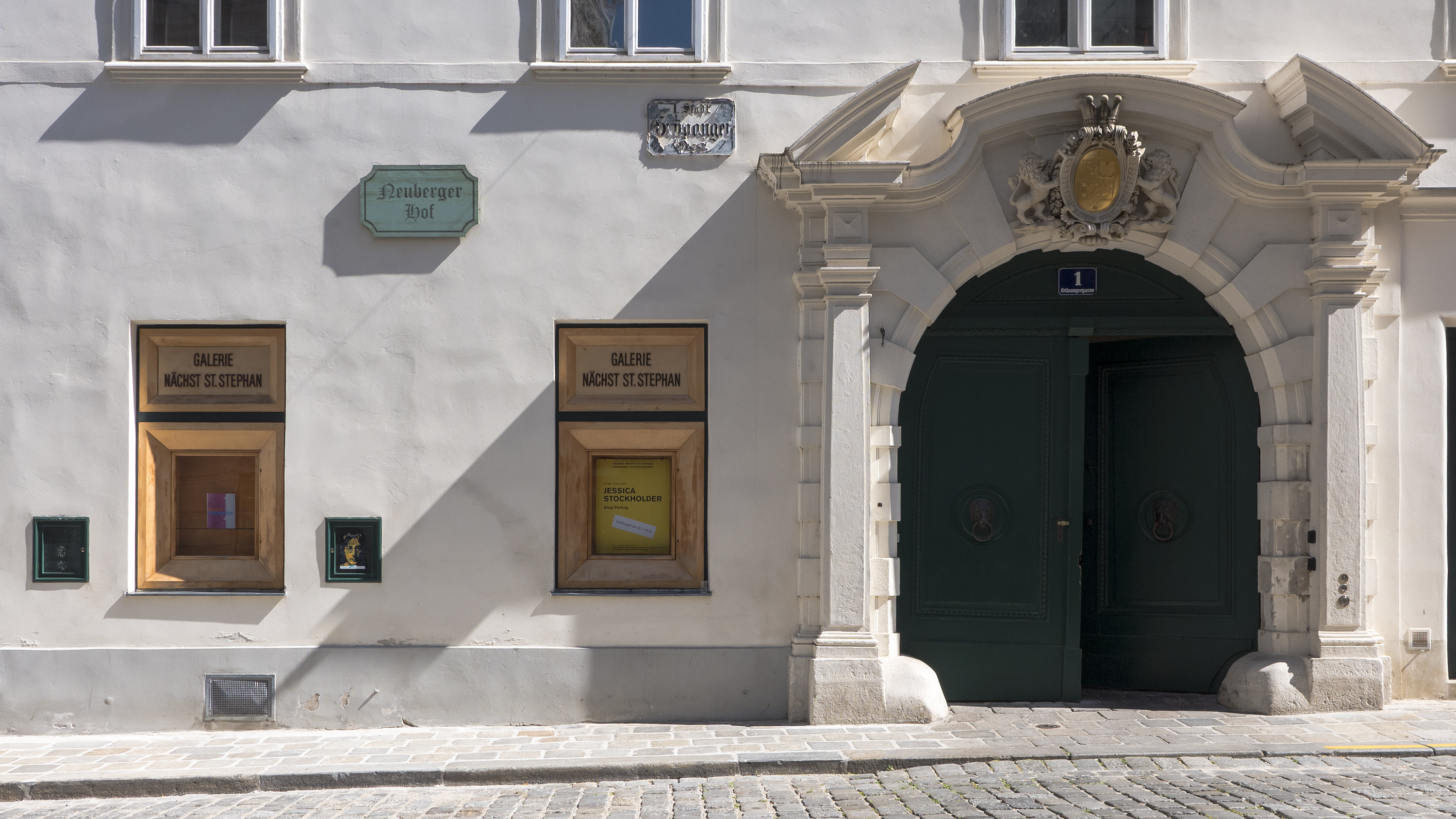
Vue extérieure de la Galerie nächst St. Stephan.

La Galerie nächst St. Stephan est une galerie d'art située à Vienne, en Autriche.

## Historique

### LaNeue Galerie
Les locaux dans lesquels se trouve la Galerie nächst St. Stephan servent de galerie d'art depuis 1923, date à laquelle Otto Kallir fonde la Neue Galerie. Kallir étant juif, il a dû fuir le pays en 1938, lorsque l'Autriche a été annexée à l'Allemagne nazie. Après avoir vécu à Paris, il immigre à New York, où il fonde la Galerie St. Etienne (St. Etienne étant St. Stephan en français). Il lui est attribué la présentation de Gustav Klimt, Egon Schiele et Oskar Kokoschka aux États-Unis. La galerie de New York existe toujours sous le nom de Neue Galerie, (Museum for German and Austrian art) et est dirigée par sa petite-fille, Jane Kallir. Après son départ de Vienne, la Neue Galerie de Vienne est dirigée par Vita Künstler jusqu'en 1952.

### Galerie nächst St. Stephan
En 1954, Monseigneur Otto Mauer reprend la galerie et lui donne le nouveau nom de Galerie St. Stephan, (elle sera  rebaptisée Galerie nächst St. Stephan en 1964. Sous ce nouveau nom, la galerie est désormais l'une des institutions artistiques les plus anciennes de Vienne. Lorsque Otto Mauer a fondé la galerie, le climat culturel de Vienne n'était pas très ouvert à l'art d'avant-garde. Il a donc décidé de créer un lieu unique où les artistes pourraient s'exprimer. Avec dévouement et une remarquable intelligence, il s'est concentré sur le contenu dès le début. Il a créé une plate-forme permettant à des artistes comme Herbert Boeckl, Wolfgang Hollegha, Josef Mikl, Markus Prachensky ou Arnulf Rainer d'échanger des idées sur l'art. Connu dans toute l'Europe comme orateur, collectionneur, organisateur et ami des artistes, il s'est efforcé d'amener la galerie à un niveau international et a entamé un dialogue actif avec la scène artistique internationale d'avant-garde. En 1958, il organise la première des multiples conférences internationales sur l'art, réunissant des théoriciens de l'art et des artistes d'Autriche et du monde entier dans l'abbaye de Seckau, en Styrie. Cette prise en compte régulière des tendances de l'art contemporain deviendra une tradition de la galerie qui se poursuit aujourd'hui. Otto Mauer est resté directeur de la Galerie nächst St. Stephan jusqu'à sa mort en 1973. Le programme de la galerie comprend l’art informel, l’architecture contemporaine, les installations (dont celles de Joseph Beuys), la peinture conceptuelle et la sculpture contemporaine.
Dans les années 1960, l'artiste Oswald Oberhuber a organisé plusieurs expositions dans la galerie, dans lesquelles il a souvent inclus ses propres œuvres. Après la mort d'Otto Mauer en 1973, il est devenu le directeur de la galerie et a poursuivi la tradition, s'intéressant principalement à l'art conceptuel et s'efforçant de présenter les nouvelles tendances dans les expositions de la galerie. En tant qu'artiste, son travail est en constante évolution. Dans les années 1970, le Wiener Gruppe (un groupe de poètes et d'écrivains) organise des lectures à la galerie. L’actionnisme viennois y présente des performances et, en 1975, l'exposition Magna qui met l'accent sur la créativité féminine,  accueille Valie Export.
Lorsque Rosemarie Schwarzwälder devient la directrice par intérim de la galerie en 1978, les activités de la galerie nächst St. Stephan s'orientent vers la promotion de la culture, à cet effet, elle organise et accueille des projets d'exposition mais aussi d'autres événements, tels que des concerts, des conférences, des discussions, des lectures et des animations. Elle contribue ainsi à l’épanouissement d’un climat plus ouvert aux nouveaux phénomènes artistiques provenant de l'extérieur de l’Autriche.
Grâce à des projets tournant autour de la nouvelle sculpture et du nouvel art géométrique, la galerie acquiert une nouvelle position dans le paysage artistique international. L'exposition Zeichen - Fluten - Signale. Neokonstruktiv und parallel (Signes, inondations, signaux : néo-constructivistes et parallèles) en 1984 a présenté de jeunes artistes autrichiens, suisses et allemands comme John Armleder, Helmut Federle, Imi Knoebel, Franz Graf, Brigitte Kowanz, Heimo Zobernig ou Gerwald Rockenschaub. La galerie s'oriente alors vers l'art abstrait, l'art conceptuel ou l'art minimal et commence également à travailler avec des artistes américains.
En 1987, Rosemarie Schwarzwälder devient propriétaire de la galerie. Depuis lors, elle n'a cessé de poursuivre deux objectifs : reconnaître les tendances actuelles de l'art et les aborder d'un point de vue thématique, historique et culturel. Le projet d'exposition Abstrakte Malerei aus Amerika und Europa (1986) juxtapose deux générations d'artistes de deux continents et présente Helmut Federle, Imi Knoebel, Gerhard Richter, Robert Mangold, Brice Marden et Robert Ryman.
L'exposition sur Jean Arp, Josef Albers et John McLaughlin en 1988, quant à elle, a replacé les artistes abstraits représentés par la galerie dans un contexte historique. L'exposition Kulturen - Verwandtschaften in Geist und Form (1990) explorait les parallèles entre l'art abstrait du XXe siècle et les formes d'abstraction des cultures précolombiennes d'Amérique du Sud, du Sud et du Nord-Ouest des États-Unis, de la Thaïlande, du Japon et de la Chine.
L'exposition Abstrakte Malerei zwischen Analyse und Synthese a réuni deux générations de peintres européens et américains engagés dans des formes de l'art abstrait contemporain. Dans la lignée des conférences internationales d'Otto Mauer, la Galerie nächst St. Stephan a organisé des symposiums à l'occasion de ces expositions. Ces symposiums ont également été publiés par la galerie, de même que des catalogues présentant des artistes individuels.
La galerie et ses artistes ont été présentés lors d'une exposition invitée au Palacio de Sástago à Saragosse, en Espagne, en 2009.